# Роденго
Родѐнго (на италиански: Rodengo; на немски: Rodeneck, Роденек) е община в Северна Италия, автономна провинция Южен Тирол, автономен регион Трентино-Южен Тирол. Разположена е на 885 m надморска височина. Населението на общината е 1277 души (1 януари 2023).
Административен център на общината е село Вила (на италиански: Villa; на немски: Vill, Фил).

## Език
Официални общински езици са и италианският и немският. Най-голямата част от населението говори немски. В общината се говори и други романски език, ладинският.
| %     | Роден език      |
| 0,26  | Италиански език |
| 99,65 | Немски език     |
| 0,09  | Ладински език   |